# ジョン・クローリー (映画監督)
ジョン・クローリー（John Crowley、1969年8月19日 - ）は、アイルランドの映画監督、演出家である。

## 経歴
1969年8月19日、コークに生まれる。ユニバーシティ・カレッジ・コークで文学と哲学の学士号、哲学の修士号を取得した。大学を卒業したのち、シカゴのグッドマン・シアターで4か月間のインターンシップに就いた。
1990年代前半、アベイ座で『るつぼ』の演出を手がけた。2003年、コメディー・ドラマ映画『ダブリン上等!』で長編映画監督デビューを果たす。2015年、シアーシャ・ローナン主演の『ブルックリン』を監督した。

## フィルモグラフィー

### 映画
- ダブリン上等! Intermission （2003年）
- BOY A Boy A （2007年）
- Is Anybody There? （2008年）
- クローズド・サーキット Closed Circuit （2013年）
- ブルックリン Brooklyn （2015年）
- ザ・ゴールドフィンチ The Goldfinch (2019年)

### テレビ
- TRUE DETECTIVE True Detective （2015年）